# Plum cake

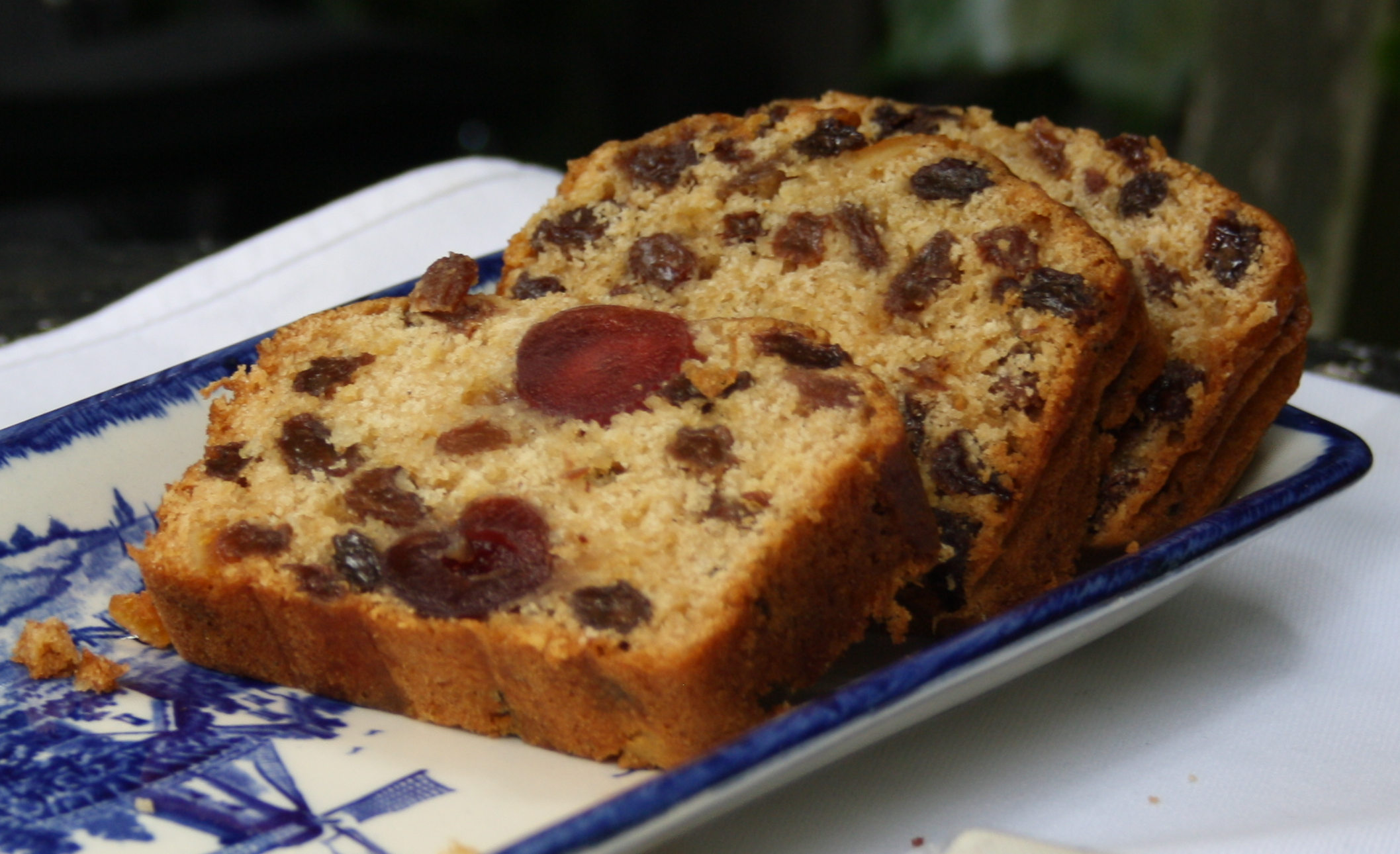
Plum cake a fette

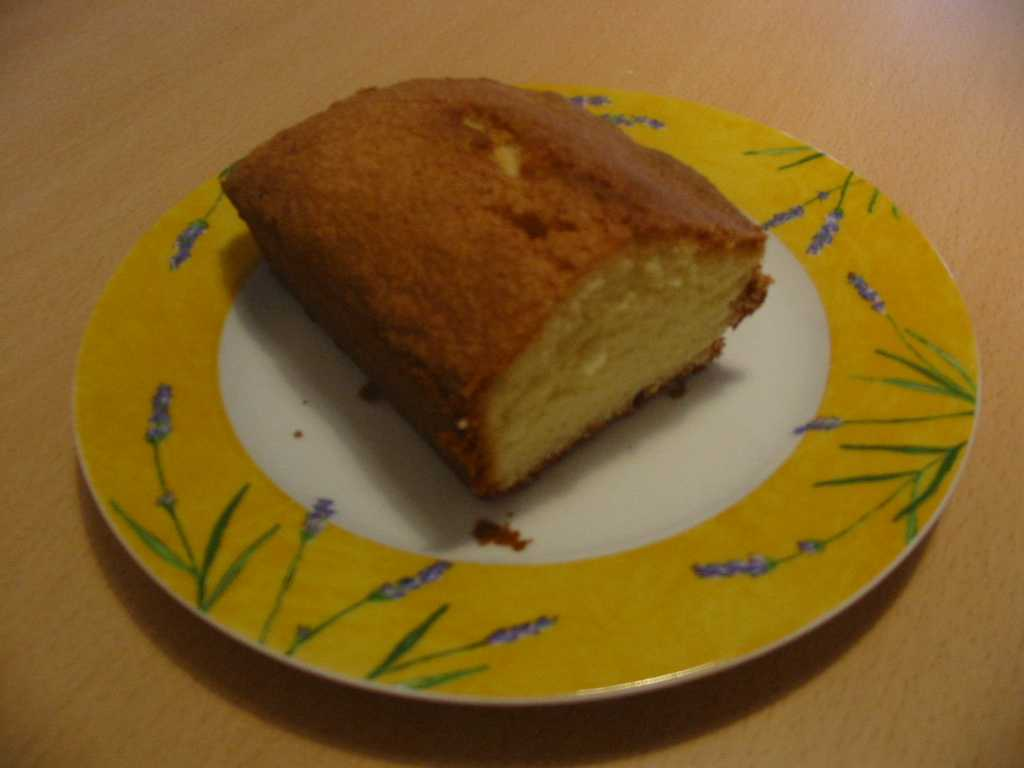
Plum cake allo yogurt

La parola inglese plum cake (o plumcake, letteralmente "torta alle prugne"), detto anche panfrutto, indica in italiano un dolce lievitato a base di farina, uova, zucchero, burro e altri ingredienti come la frutta secca o candita, talvolta con l'aggiunta di spezie e liquori. Viene cotto al forno in speciali stampi rettangolari a pareti alte, chiamati stampi a cassetta, e servito a fette a colazione o a merenda. Soprattutto nell'industria dolciaria, trova tuttavia diffusione più ampia il formato monoporzione, di norma contenuto nel termine pirottini pure di forma rettangolare, nel quale la frutta secca o candita è soppiantata da yogurt, gocce di cioccolato o aromi alla vaniglia o al limone, anche in versione light.
Il nome deriva dal fatto che anticamente in Inghilterra si realizzava con le prugne (plum) secche. Oggi tuttavia gli anglosassoni preferiscono usare il termine fruitcake, riservando il termine plum cake per indicare negli Stati Uniti le torte alle prugne e nel Regno Unito alcune specialità regionali.
Per ingredienti, il plumcake tradizionale ricorda il pangiallo dell'antica Roma. Nelle versioni prive di frutta secca o candita ha consistenza simile a quella del pan di Spagna, mentre le versioni di piccole dimensioni ricordano la famosa madeleine francese.